# Ancylis youmiae
Ancylis youmiae is een vlinder uit de familie van de bladrollers (Tortricidae). De wetenschappelijke naam van de soort is voor het eerst geldig gepubliceerd in 2005 door Bong-Kyu Byun & Shan-Chun Yan.

## Type
- holotype: "male. 4.VII.1998. leg. SC Yan, Genitalia slide NEFU ENT-0236"
- instituut: NFUH, Harbin, China
- typelocatie: "China, Heilongjiang, Laoyeling"